# 제14회 인디다큐페스티발
제14회 인디다큐페스티발은 2014년 4월 10일에 열린 시상식이다.

## 수상 및 후보

### 관객상
- 전봇대, 당신 - 이진우 수상

### 국내 신작전
- 거미의 땅 - 김동령 외 1명
- 경계에서 꿈꾸는 집 - 김량
- 그림자들의 섬 - 김정근
- 늘샘천축국뎐 - 유최늘샘
- 레드 툼 - 구자환
- 밀양전 - 박배일
- 슬기로운 해법 - 대한민국 제 4의 권력에 대하여 - 태준식
- 이로 인해 그대는 죽지 않을 것이다 - 안건형
- 잔인한 나의, 홈 - 아오리
- 재 - 오민욱
- 탐욕의 제국 - 홍리경
- 텃밭 - 오현진
- 팔당 사람들 - 고은진
- 퍼스트 댄스 - 정소희
- 프리즈마 - 임철민
- 51+ - 정용택
- 그림 그리는 해녀 - 함주현
- 못 다한 이야기 - 김보미
- 빡구 - 싯나이
- 삐 소리가 울리면 - 김경만
- 시간의 소멸 - 김경만
- 아라비아인과 낙타 - 심혜정
- 아버지씨 - 김현수
- 아저씨 - 전성연
- 알럼 - 신은희
- 엄마, 다시 봄 - 오자연
- 오늘을 그리다 - 기젤라
- 자기만의 방 - 고재홍
- 전람회의 그림 - 황선숙
- 전봇대, 당신 - 이진우
- '0'의 사회 - 이재환
- An Urban Story - 심세부

### 올해의 초점
- 자, 이제 댄스타임 - 조세영
- 산다 - 김미례

### 아시아의 초점
- 경계에 서다 - 논따왓 눔벤차뽈
- 백만 번 산 고양이 - 고타니 다다스케
- 선거 - 소다 카즈히로
- 선거 2 - 소다 카즈히로
- 싱가포르에게, 사랑을 담아 - 탄 핀핀
- 액트 오브 킬링 - 조슈아 오펜하이머

### 포럼 기획
- 가리봉 - 박기용
- 난시청 - 이원우
- 또 하나의 소실점 - 변재규
- 라이트 콘 - 리빙 심메트리 - 변재규
- 막 - 이원우
- 무빙 파노라마 - 변재규
- 사진측량 - 변재규
- 살지 않는 집 - 박용석
- 서울역 - 배윤호
- 안개와 연기 - 차재민
- 저수지의 개들 - 최진성
- 저수지의 개들 take2 낙동강 with 바드, 정민아 - 최진성
- 청계천 메들리 - 박경근
- 테이크 플레이스 - 박용석
- 풍경 - 장률
- 4:3 그곳 - 변재규
- 925장의 부산타워 - 변재규

### 봄 제작지원작
- 독립의 조건 - 김보람
- 친밀한 가족 - 윤다희
- DJ 블루스 - 이주호

### 다큐멘터리 발언대
- 공장 - 넝쿨
- 녹두꽃이 떨어지면 - 이한
- 니가 필요해 - 김수목
- 대한문을 지켜라 - 대한문에서 만나 영상팀
- 대한민국어버이연합 - 김형준
- 무노조서비스 - 이병기
- 안녕들하십니까 - 장민경
- 어느 계약직 여성노동자 이야기 - 김청승
- 완장 - 김일안
- 지금 여기 함께 손잡고 - 태준식
- 20년 - 공미연
- 아임 로드 뷰어 - 김일안
- Take The Power Back - 김청승

### 인디다큐 & 미디액트 DCP 제작지원 프로젝트 '가을'
- 청계천 메들리 - 박경근 수상